# Rocca di Campiglia

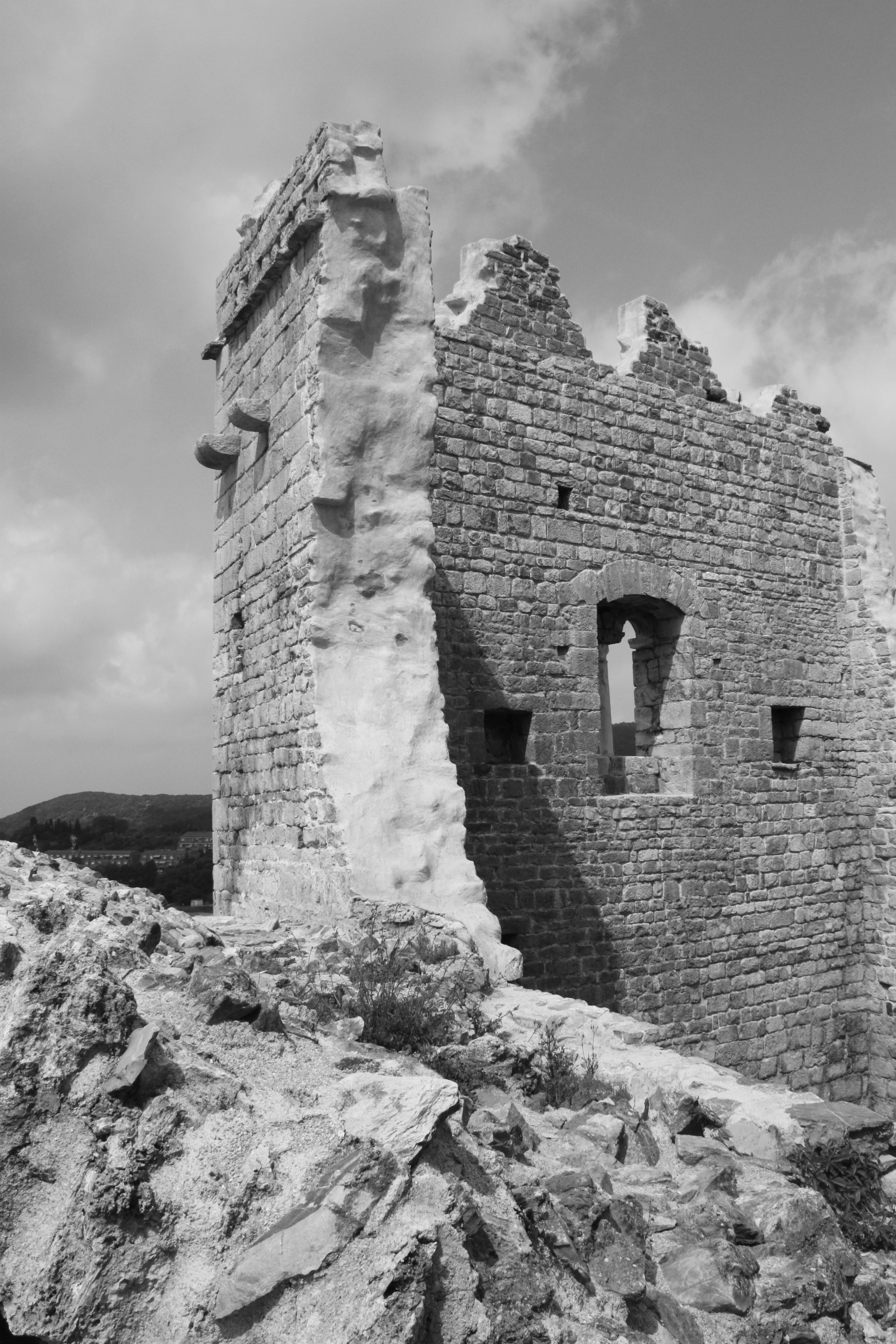
Rocca di Campiglia

La Rocca di Campiglia è una rocca che domina l'abitato di Campiglia Marittima in Provincia di Livorno.  È inserita in un parco archeologico.

## Descrizione
Il parco della Rocca di Campiglia, è stato inaugurato il 7 giugno 2008 a seguito di un elaborato restauro, preceduto da campagne di scavo effettuate dal 1994 al 1999 dall'Università degli Studi di Siena. L'area della rocca è disposta su una superficie semicircolare a quota 281 m s.l.m., comprende l'edificio del dongione, l'antica cisterna, parte dell'imponente parete merlata con bifora dell'edificio dei signori e l'acquedotto degli anni trenta del XX secolo. Dalla rocca si domina tutta la Val di Cornia.

## Storia
La storia della Rocca si intreccia con quella del borgo di Campiglia Marittima, citato per la prima volta in un documento del 1004. La Rocca ha avuto uno sviluppo nell'arco temporale che va dal secolo XI al secolo XV. A seguito della definitiva affermazione dei conti Della Gherardesca, successivamente denominati conti di Campiglia, decisero di costruire una nuova residenza. Nel corso del XII secolo, al di sopra del borgo fu realizzata l'architettura turriforme, oggi sede del museo e il cosiddetto palazzo. Si tratta di possenti strutture in pietra, evidenti segni di un potere economico non indifferente. I raffinati accorgimenti architettonici denotano l'opera di maestranze specializzate provenienti probabilmente da Pisa. Nel XIII secolo a questi edifici furono aggiunte sul fronte sud-ovest un'alta torre provvista di una grande cisterna e sul lato nord-ovest, un edificio turriforme, oggi difficilmente percepibile nelle forme originarie. Dalla fine del XIII secolo all'inizio del XV secolo, gli edifici furono occupati da una guarnigione militare a causa di dissidi tra i conti di Campiglia e Pisa. A seguito della conquista da parte di Firenze dei territori, la rocca fu definitivamente occupata da un contingente militare fino al XVI secolo. La Rocca in tale periodo era l'area più rappresentativa del borgo dislocato sui terrazzamenti della collina. Le campagne archeologiche che si sono susseguite alla fine del XX secolo hanno permesso mediante la disamina dei reperti rintracciati e delle architetture di ricostruire la complessa storia di questi luoghi.

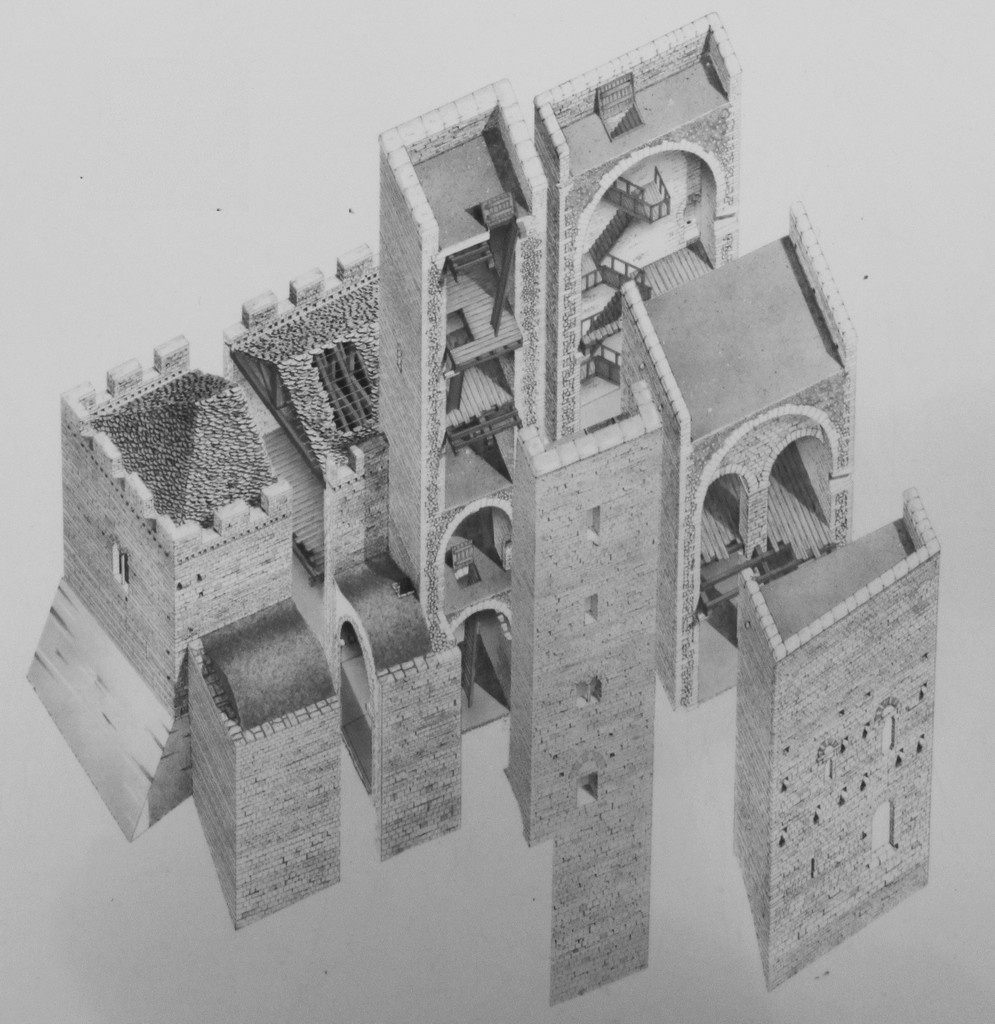
Ricostruzione della Rocca nel XIII secolo

## Museo della Rocca di Campiglia
Gli edifici ospitano il museo dei reperti della rocca, e quello della storia del borgo medievale di Campiglia dove a tutt'oggi sono evidenti le strutture delle case torri pisane. Gli edifici sono al centro di un parco delimitato dalle mura di cinta della Rocca punteggiate da bastioni. Con l'obiettivo di ricostruire la vita antica vita della comunità, sono stati collocati nel cassero i reperti archeologici rinvenuti durante gli scavi della Rocca appartenuta alla famiglia Della Gherardesca. Tra questi reperti si segnalano una corazzina quasi integra, un elmo e una piccola collezione di armi. L'esposizione comprende anche interessanti pannelli didattici. Il parco della Rocca è visitabile gratuitamente tutti i giorni dell'anno dalla mattina al tramonto.

## Galleria d'immagini

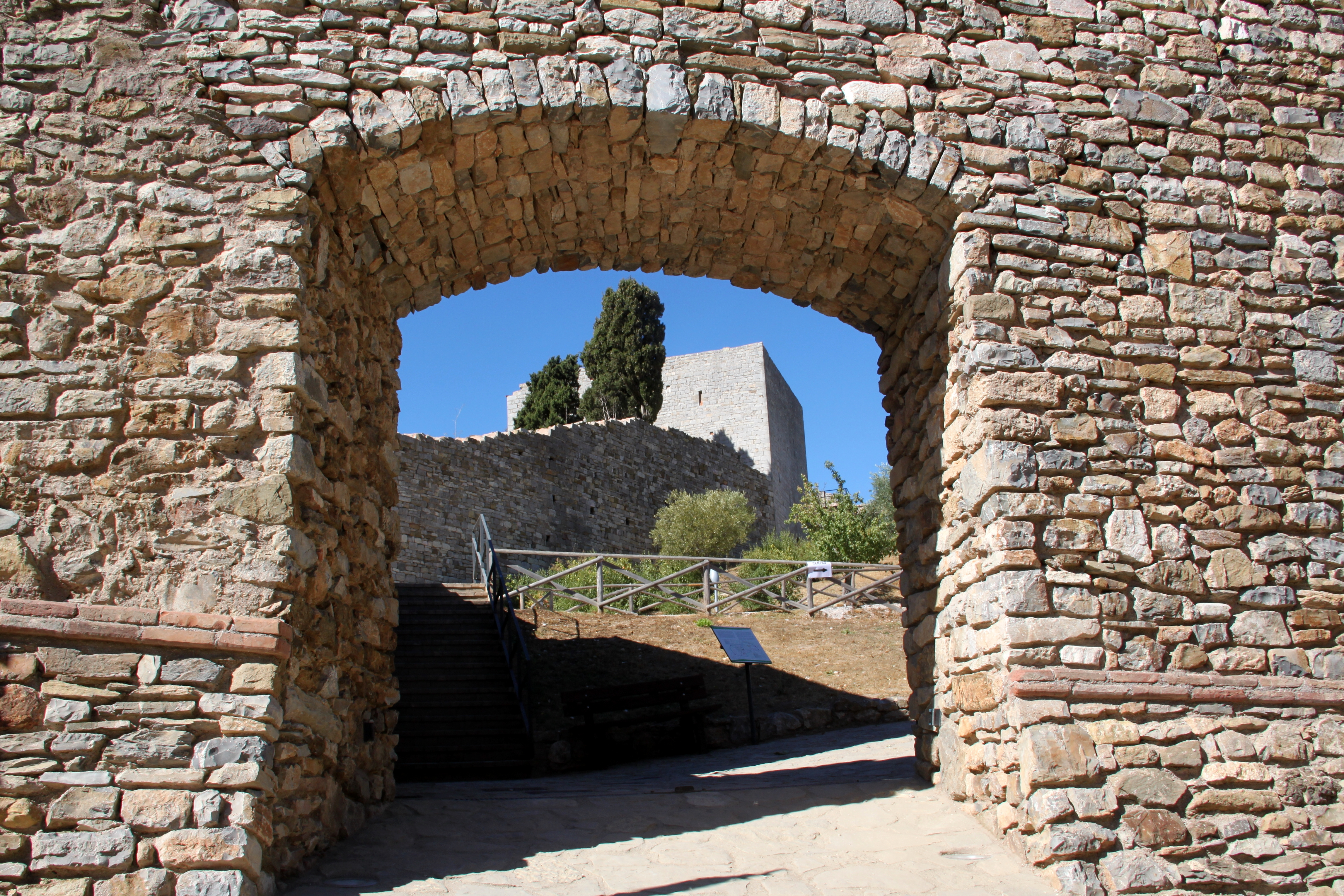
Vista attraverso la porta nord-est
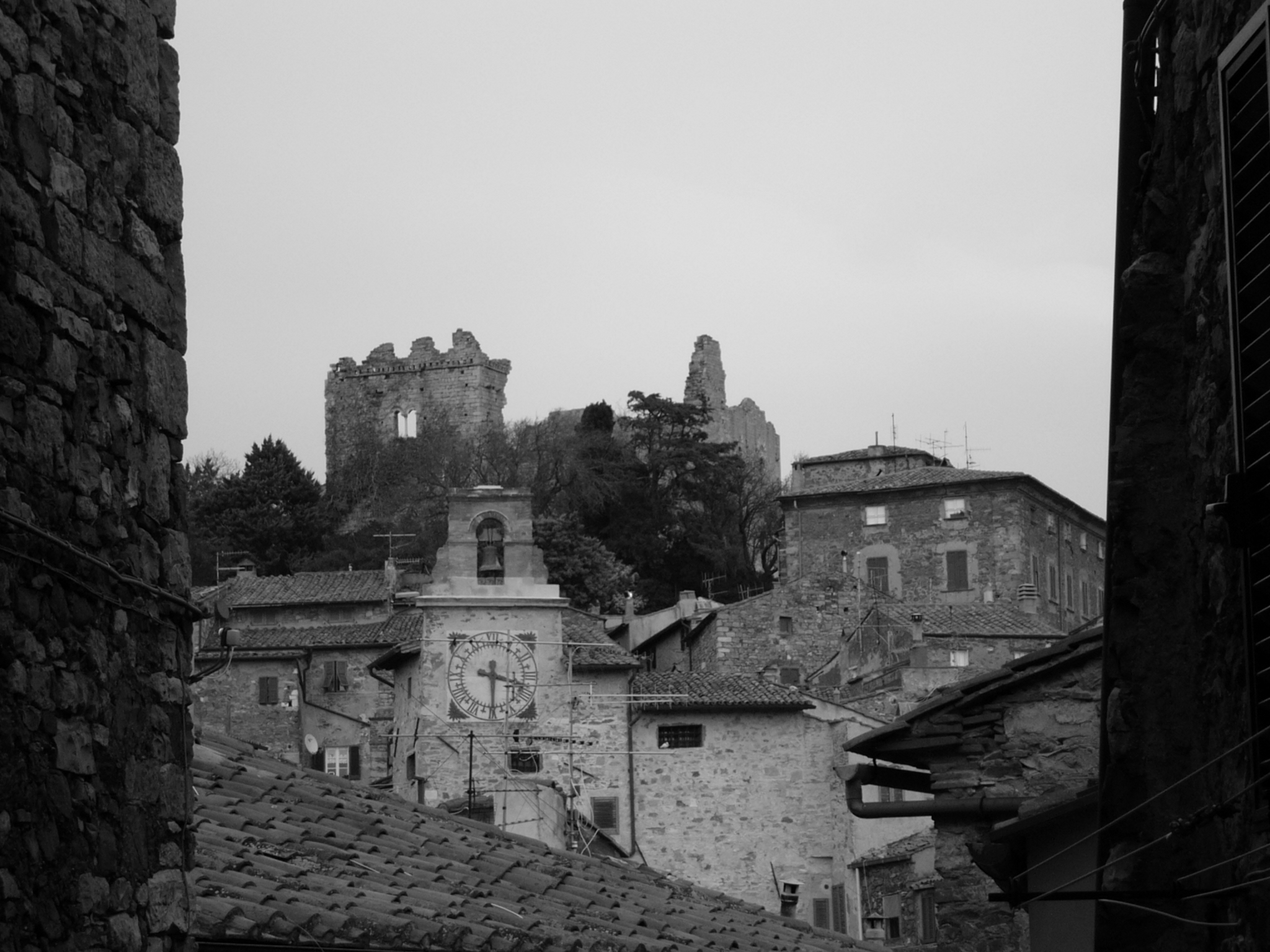
La Rocca vista dal Paese
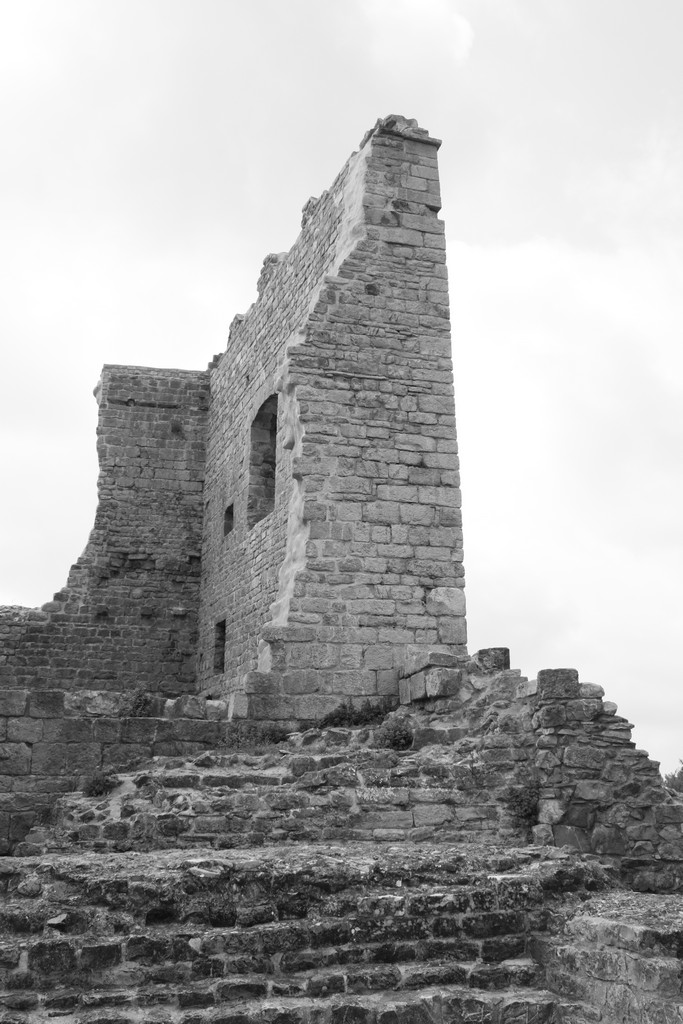
Muraglione
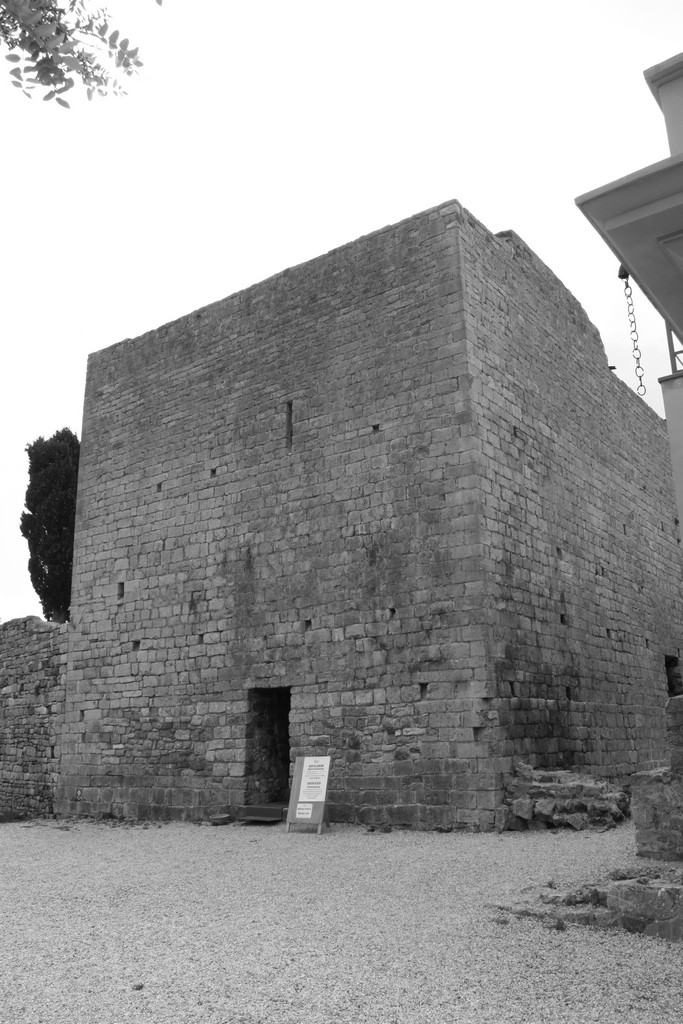
Museo della Rocca
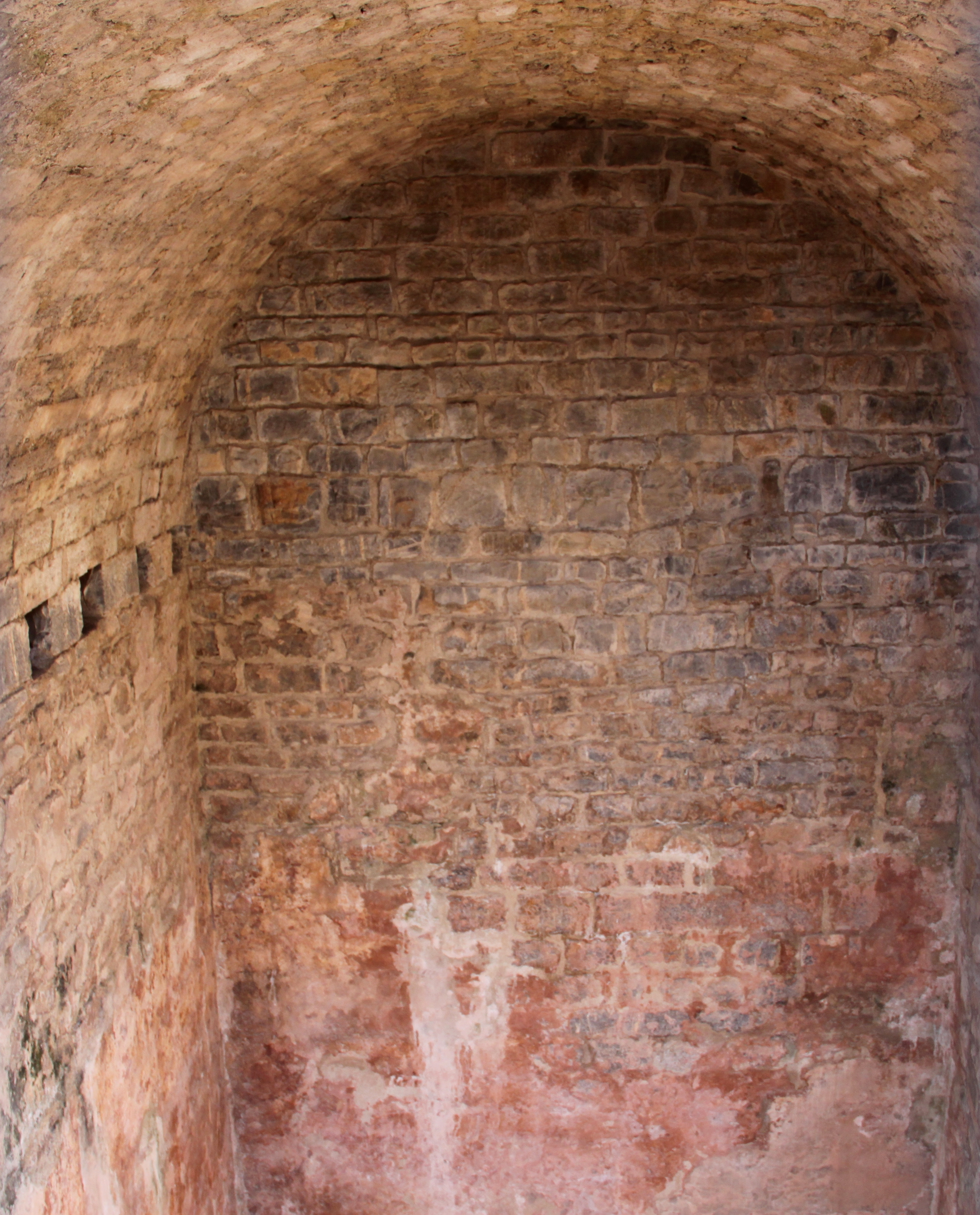
Cisterna